# Aglaophenia tubulifera
Aglaophenia tubulifera är en nässeldjursart som först beskrevs av Walter Douglas Hincks 1861.  Aglaophenia tubulifera ingår i släktet Aglaophenia och familjen Aglaopheniidae. Inga underarter finns listade i Catalogue of Life.